# 樋之口町 (大阪市)
樋之口町（ひのくちちょう）は、大阪府大阪市北区の町名。丁番を持たない単独町名である。

## 地理
大阪市北区東部に位置。西は天満橋筋を挟んで菅栄町・池田町、北は都島通を挟んで国分寺、南は阪神高速12号守口線を挟んで天満、東が大川を挟んで都島区中野町に接する。
天満橋筋と都島通に囲まれた地域で、地内北西部の樋之口町交差点で接続している。

### 河川
- 大川

## 世帯数と人口
2019年（平成31年）3月31日現在の世帯数と人口は以下の通りである。
| 町丁     | 世帯数  | 人口    |
| -------- | ------- | ------- |
| 樋之口町 | 853世帯 | 1,551人 |

### 人口の変遷
国勢調査による人口の推移。
| 1995年（平成7年）  | 378人   | [ 5 ] |  |
| 2000年（平成12年） | 344人   | [ 6 ] |  |
| 2005年（平成17年） | 333人   | [ 7 ] |  |
| 2010年（平成22年） | 875人   | [ 8 ] |  |
| 2015年（平成27年） | 1,648人 | [ 9 ] |  |

### 世帯数の変遷
国勢調査による世帯数の推移。
| 1995年（平成7年）  | 216世帯 | [ 5 ] |  |
| 2000年（平成12年） | 207世帯 | [ 6 ] |  |
| 2005年（平成17年） | 205世帯 | [ 7 ] |  |
| 2010年（平成22年） | 504世帯 | [ 8 ] |  |
| 2015年（平成27年） | 880世帯 | [ 9 ] |  |

## 学区
市立小・中学校に通う場合、学区は以下の通りとなる。北区内の全ての市立中学校と、大阪市内の小中一貫校が対象で学校選択が可能（抽選を実施）。
| 番・番地等 | 小学校             | 中学校             |
| ---------- | ------------------ | ------------------ |
| 全域       | 大阪市立菅北小学校 | 大阪市立天満中学校 |

## 事業所
2016年（平成28年）現在の経済センサス調査による事業所数と従業員数は以下の通りである。
| 町丁     | 事業所数 | 従業員数 |
| -------- | -------- | -------- |
| 樋之口町 | 16事業所 | 177人    |

## 施設
- 都島橋
- 長柄出入口
- シティタワー大阪天満
- サイゼリヤ大阪樋之口店
- イズミヤ天六樋之口店

## 交通

### 鉄道
- 地内に駅はなくOsaka Metro・阪急電鉄「天神橋筋六丁目駅」が最寄り駅である。

### 道路
高速道路
- 阪神高速12号守口線 長柄出入口

主要地方道
- 大阪府道30号大阪和泉泉南線（天満橋筋）
- 大阪市道大阪環状線（都島通）

### 路線バス
大阪シティバス
- 都島橋

## その他

### 日本郵便
- 〒530-0032[3]（集配局：大阪北郵便局[12]）